# JT-60
JT-60（JT stands for Japan Torus）是日本日本原子力研究所（目前是日本原子能研究開發機構（JAEA））的超導托卡馬克核融合裝置，1985年開始運作。。
JT-60是具有一个D形极向截面的托卡马克，类似于歐洲聯合環狀反應爐(JET)。由反应堆得到的实验结果对于国际热核聚变实验反应堆(ITER)实验以及未来的托卡马克装置有重要意义。
2006年5月9日，JAEA宣布JT-60已达到28.6秒的等离子体持续时间。JAEA在JT-60中使用新的部件，已经提高了在其强大的纵向磁场保存等离子体的能力。

## JT-60SA
在2010年JT-60已被拆卸，然后通过使用铌-钛超导线圈被升级到JT-60SA。JT-60SA的建设于2013年正式开始，2020年3月完成主体装置建造。2021年3月完成纵场磁铁测试。
2023年10月23日，日本量子科學技術研究開發機構發佈消息稱，在日本國內的實驗設施中確認了等離子體，實現了被稱為「First Plasma」的第一階段。

## 外部連結
- 官方网站
- JT-60 diagram and parameters
- JAERI (English)
- JT-60's Newly Achieved Plasma Record (Japanese) （页面存档备份，存于）
- World Highest Fusion Triple Product Marked in High-βp H-mode Plasmas - Aug 1996 1.5*1021 m-3 s keV